# 圣埃朗
圣埃朗（法語：Saint-Hélen，法語發音：[sɛ̃.t‿elɛ̃]）是法国阿摩尔滨海省的一个市镇，位于该省东部，属于迪南区。

## 地理
圣埃朗（48°28'16"N, 1°57'32"W）面积17.02 平方千米，位于法国布列塔尼大區阿摩尔滨海省，该省份为法国西北部沿海省份，位于布列塔尼半岛北部，北濒大西洋英吉利海峡，西接菲尼斯泰尔省，南至莫尔比昂省，东临伊勒-维莱讷省。
与圣埃朗接壤的市镇（或旧市镇、城区）包括：莱尚热罗、朗瓦莱、朗斯河畔普勒迪安、朗斯河畔拉维孔泰、普莱斯代尔、梅尼勒罗克。

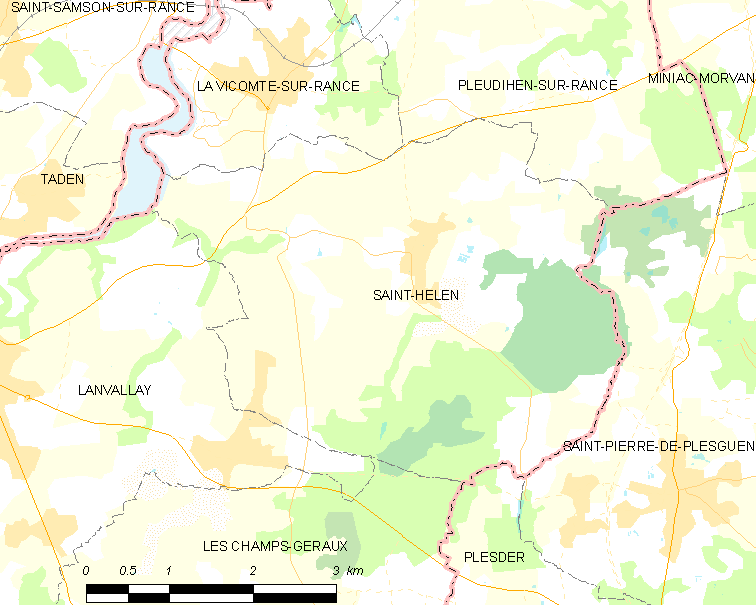
圣埃朗的OSM定位图

圣埃朗的时区为UTC+01:00、UTC+02:00（夏令时）。

## 行政
圣埃朗的邮政编码为22100，INSEE市镇编码为22299。

## 政治
圣埃朗所属的省级选区为朗瓦莱县。

## 人口

1962-2008年间圣埃朗人口变化图示

圣埃朗于2022年1月1日时的人口数量为1535人。